# 信玄橋
信玄橋（しんげんばし）は、山梨県南アルプス市と甲斐市を結ぶ、釜無川（富士川）に架かる橋である。

## 概要

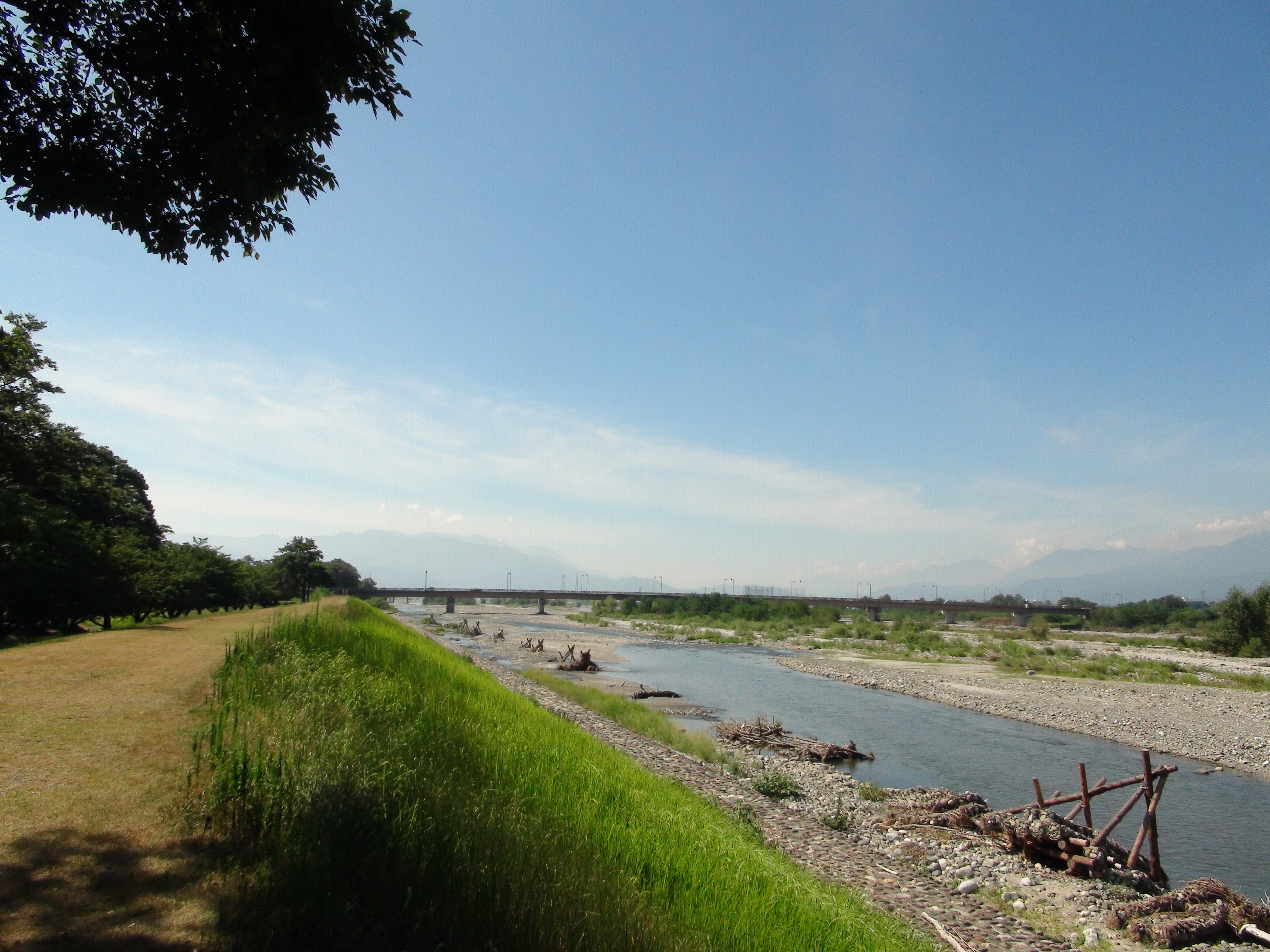
信玄堤より撮影。中央にあるのが信玄橋（2012年8月）

古くからこの地域は渡し船や仮橋によっての往来があったが、1930年（昭和5年）に「四間道路」（その後県道20号に改称）が整備されたことにより永久橋が架けられることになり、1932年（昭和7年）に最初の橋が架橋された。当初から鉄筋コンクリート構造で架けられたため、総工費が約12万円と当時としては膨大な金額となったが、このうち5万円を甲州系財閥である穴水要七が拠出している。親柱頭部には橋灯が設置され、夜間になると灯火されることで通行者の安全を保っていた。
1966年（昭和41年）に発生した台風4号により橋脚が沈下したが修復され、以降50年以上にわたり流失することなく甲府市と甲府盆地西部を結ぶ重要な生活路線として活用されていたが、次第に通行量や大型車の往来が増えたことによる老朽化や幅員が5.45mしかなく通行の安全性に問題が発生したことにより北側に新しい橋が架けられることになり、1992年（平成4年）に現在の橋に架け替えられた。旧橋はその後解体されたが、親柱は南アルプス市側の児童館敷地内に移転されている。
名前の由来は武田信玄にあやかったとも周辺に信玄堤があったためとも言われているが、定かではない。名前に由来し武田色が強く、初代橋の欄干には武田菱が描かれており、また現在の橋の欄干や歩道にも武田菱が描かれている。